# Arrondissement di Chartres
L'arrondissement di Chartres è una suddivisione amministrativa francese, situata nel dipartimento dell'Eure-et-Loir e nella regione del Centro-Valle della Loira.

## Composizione
L'arrondissement di Chartres raggruppa 162 comuni in 11 cantoni:
- cantone di Auneau
- cantone di Chartres-Nord-Est
- cantone di Chartres-Sud-Est
- cantone di Chartres-Sud-Ovest
- cantone di Courville-sur-Eure
- cantone di Illiers-Combray
- cantone di Janville
- cantone di Lucé
- cantone di Maintenon
- cantone di Mainvilliers
- cantone di Voves